# Calophyllum macrocarpum
Calophyllum macrocarpum är en tvåhjärtbladig växtart som beskrevs av Joseph Dalton Hooker. Calophyllum macrocarpum ingår i släktet Calophyllum och familjen Calophyllaceae. Inga underarter finns listade i Catalogue of Life.